# Pterolophia bigibbulosoides
Pterolophia bigibbulosoides là một loài bọ cánh cứng trong họ Cerambycidae.